# Sogndal Fotball 2007
Questa voce raccoglie le informazioni riguardanti il Sogndal Fotball nelle competizioni ufficiali della stagione 2007.

## Rosa
| N. |                        | Ruolo | Calciatore             |
| -- | ---------------------- | ----- | ---------------------- |
| 1  | Norvegia (bandiera)    | P     | Terje Skjeldestad      |
| 1  | Norvegia (bandiera)    | P     | Harald Hjelseth Aksnes |
| 2  | Estonia (bandiera)     | D     | Karl Palatu            |
| 4  | Norvegia (bandiera)    | D     | Erlend Kvalheim        |
| 5  | Danimarca (bandiera)   | D     | Morten Christensen     |
| 6  | Norvegia (bandiera)    | C     | Ulrik Flo              |
| 7  | Norvegia (bandiera)    | D     | Kurt Heggestad         |
| 8  | Norvegia (bandiera)    | A     | Håvard Flo             |
| 9  | Norvegia (bandiera)    | C     | Anders Stadheim        |
| 10 | Norvegia (bandiera)    | A     | Andreas Moen           |
| 11 | Stati Uniti (bandiera) | A     | Brian Waltrip          |
| 14 | Norvegia (bandiera)    | A     | Henrik Furebotn        |
| 15 | Polonia (bandiera)     | C     | Daniel Lubieniecki     |
| 16 | Norvegia (bandiera)    | D     | Kjetil Holvik          |

| N. |                           | Ruolo | Calciatore         |
| -- | ------------------------- | ----- | ------------------ |
| 17 | Svezia (bandiera)         | C     | Peter Nyström      |
| 18 | Norvegia (bandiera)       | C     | Rune Bolseth       |
| 19 | Norvegia (bandiera)       | C     | Alexander Breidvik |
| 20 | Sierra Leone (bandiera)   | A     | Lennox Kanu        |
| 21 | Norvegia (bandiera)       | P     | Daniel Kvåle       |
| 22 | Norvegia (bandiera)       | D     | Per Egil Flo       |
| 23 | Polonia (bandiera)        | D     | Łukasz Nadolski    |
| 24 | Costa d'Avorio (bandiera) | A     | Barry Kader        |
| 25 | Norvegia (bandiera)       | D     | Even Hovland       |
| 26 | Norvegia (bandiera)       | A     | Mats Solheim       |
| 27 | Norvegia (bandiera)       | C     | Erik Fedje         |
| 28 | Costa d'Avorio (bandiera) | C     | Ahyee Aye Elvis    |
| 29 | Norvegia (bandiera)       | C     | Oddbjørn Skartun   |
| 30 | Norvegia (bandiera)       | C     | Sindre Kjos-Wenjum |

## Risultati

### Campionato

#### Girone di andata
| Arbitro: | Nordby |

|                        |           |                                          |
| Hovland 4’ Waltrip 65’ | Marcatori | 60’ (rig.) Hoseth 73’ Ertsås 77’ Koskela |

| Arbitro: | Kamben |

|                       |           |           |
| Midtsian 6’ Helle 57’ | Marcatori | 75’ Kader |

| Arbitro: | Hansen |

|                       |           |           |
| Furebotn 38’ Moen 90’ | Marcatori | 76’ Nyhus |

| Arbitro: | Mjåland |

|  |           |                 |
|  | Marcatori | 78’ Lubieniecki |

| Arbitro: | Høgberg |

|  |           |          |
|  | Marcatori | 83’ Moen |

| Arbitro: | Sælen (Bergen) |

|                     |           |  |
| Kader 3’ H. Flo 13’ | Marcatori |  |

| Arbitro: | Borgersen (Oslo) |

|                             |           |                      |
| Johannessen 29’, 50’ (rig.) | Marcatori | 13’ Elvis 90’ H. Flo |

| Arbitro: | Hansen |

|                                  |           |             |
| Waltrip 28’, 77’ H. Flo 44’, 58’ | Marcatori | 50’ Risholt |

| Arbitro: | Kjensli |

|                           |           |                 |
| Mikkelsen 4’ Hægeland 60’ | Marcatori | 61’, 83’ H. Flo |

| Arbitro: | Høgberg |

|                             |           |                                                   |
| H. Flo 21’, 87’ Waltrip 61’ | Marcatori | 18’ Ringberg 34’ Abiodun 79’ Elvis 90’ Michaelsen |

| Arbitro: | Mjåland |

|  |           |                        |
|  | Marcatori | 8’ Furebotn 82’ H. Flo |

| Arbitro: | Toppe |

|                              |           |  |
| Waltrip 12’, 56’ (rig.), 87’ | Marcatori |  |

| Arbitro: | Johnsen |

|                             |           |  |
| Berg 77’ Martins 83’ (rig.) | Marcatori |  |

| Arbitro: | Kamben |

|                      |           |            |
| Kanu 57’ Bolseth 90’ | Marcatori | 31’ Giæver |

| Arbitro: | Kjensli |

|                                        |           |            |
| Moen 38’ Larsen 39’ Antoine-Curier 59’ | Marcatori | 30’ H. Flo |

#### Girone di ritorno
| Arbitro: | Johnsen |

|                           |           |            |
| M. Diouf 14’ Singsaas 31’ | Marcatori | 41’ H. Flo |

| Arbitro: | Hagen (Grue) |

|                 |           |                           |
| Lubieniecki 12’ | Marcatori | 35’ Borgvardt 61’ Espedal |

| Arbitro: | Ahlsen |

|                                |           |                       |
| Haug 58’ Jonsson 68’ Frejd 90’ | Marcatori | 15’ Kanu 42’ Stadheim |

| Arbitro: | Krokdal |

|  |           |                      |
|  | Marcatori | 47’ Šarić 57’ Monkam |

| Arbitro: | Sælen |

|            |           |           |
| H. Flo 13’ | Marcatori | 55’ Garba |

| Arbitro: | Johansen |

|                     |           |                 |
| Askar 8’ El Haj 41’ | Marcatori | 40’ Lubieniecki |

| Arbitro: | Døvle |

|            |           |            |
| H. Flo 46’ | Marcatori | 88’ Turner |

| Hønefoss 16 settembre 2007, ore 16:00 CEST 23ª giornata | Hønefoss | 0 – 0 referto | Sogndal | AKA Arena (578 spett.)\| Arbitro: \| Kamben \| |
| Arbitro:                                                | Kamben   |               |         |                                                |

| Arbitro: | Kjensli |

|                                          |           |                         |
| Heggestad 47’ Lubieniecki 74’ H. Flo 81’ | Marcatori | 8’ (rig.), 15’ Pedersen |

| Arbitro: | Krokdal |

|                            |           |  |
| Kienast 8’, 19’ Øverby 84’ | Marcatori |  |

| Arbitro: | Toppe |

|                         |           |                     |
| Solheim 36’ Bolseth 57’ | Marcatori | 58’ Moh. Abdellaoue |

| Kongsvinger 14 ottobre 2007, ore 15:00 CEST 27ª giornata                                              | Kongsvinger | 2 – 4 referto                           | Sogndal | Gjemselund Stadion (950 spett.) |
| \| \| \| \| \| Holtet 30’ Elvis 33’ (aut.) \| Marcatori \| 25’ Flo 27’ Elvis 44’ Solheim 89’ Kader \| |             |                                         |         |                                 |
| |             |                                         |         |                                 |
| Holtet 30’ Elvis 33’ (aut.)                                                                           | Marcatori   | 25’ Flo 27’ Elvis 44’ Solheim 89’ Kader |         |                                 |

| Sogndal 31 ottobre 2007, ore 18:00 CEST 28ª giornata    | Sogndal   | 2 – 0 referto | Bodø/Glimt | Fosshaugane Campus (1.344 spett.) |
| \| \| \| \| \| Elvis 70’ Solheim 75’ \| Marcatori \| \| |           |               |            |                                   |
|                                                         |           |               |            |                                   |
| Elvis 70’ Solheim 75’                                   | Marcatori |               |            |                                   |

| Arbitro: | Kjensli |

|  |           |                 |
|  | Marcatori | 90’ Lubieniecki |

| Arbitro: | Hansen |

|                 |           |                           |
| Lubieniecki 74’ | Marcatori | 45’ Brandshaug 66’ Weaver |

### Coppa di Norvegia
| Stryn 20 maggio 2007, ore 18:00 CEST Primo turno | Stryn     | 1 – 0 referto | Sogndal | Stryn Stadion |
| \| \| \| \| \| Myklebust 62’ \| Marcatori \| \|  |           |               |         |               |
|                                                  |           |               |         |               |
| Myklebust 62’                                    | Marcatori |               |         |               |